# Martina Wenker
Martina Wenker (* 1. September 1958 in Göttingen) ist eine deutsche Fachärztin für Innere Medizin, Lungen- und Bronchialheilkunde, Allergologie und Umweltmedizin, Präsidentin der Ärztekammer Niedersachsen und Vizepräsidentin der Bundesärztekammer.

## Beruflicher Werdegang
Nach ihrem Schulbesuch studierte Wenker in ihrer Heimatstadt Göttingen an der Georg-August-Universität die Fächer Biologie und Medizin. Ihre Approbation erfolgte 1983; 1985 promovierte sie mit einer Dissertation zum Thema Wertigkeit der cranialen Computertomographie in der Diagnostik von Schädelfrakturen im Rahmen eines akuten Schädelhirntraumas zum Dr. med.
Nach ihrer Approbation arbeitete Wenker ab 1990 zunächst als Assistenzärztin, dann als Fachärztin für Innere Medizin und Oberärztin im Kreiskrankenhaus Diekholzen.
Ebenfalls in Diekholzen wirkte Martina Wenker in den Bereichen Lungen- und Bronchialheilkunde, Allergologie, Umweltmedizin, Schlafmedizin und Qualitätsmanagement an der Lungenklinik Diekholzen gGmbH.

## Ämter und Gremienfunktionen
Nachdem Wenker 1998 Mitglied der Kammerversammlung der Ärztekammer Niedersachsen geworden war, wurde sie 2002 in deren Vorstand gewählt. 2006 übernahm sie das Amt der Präsidentin der Ärztekammer Niedersachsen. 2011 wurde sie zur Vizepräsidentin der Bundesärztekammer gewählt.
Wenker trat beim Deutschen Ärztetag in Münster am 30. Mai 2019 zur Wahl um die Nachfolge für den scheidenden Präsidenten der Bundesärztekammer, Frank Ulrich Montgomery, an. Der Marburger Bund unterstützte Wenkers Kandidatur. Wenker verlor im dritten Wahlgang knapp mit 121 zu 124 Stimmen gegen den Vorsitzenden des Hartmannbundes, Klaus Reinhardt.
Wenker ist seit 2008 Mitglied im Hochschulrat der Medizinischen Hochschule Hannover. 2017 wurde sie zur stellvertretenden Vorsitzenden gewählt.

## Positionen
Wenkers Schwerpunkte liegen auf der Gewinnung ärztlichen Nachwuchses sowie der verbesserten Versorgung von Schmerzpatienten und der Stärkung der palliativmedizinischen Versorgung. Sie spricht sich gegen die Abschaffung des § 219a StGB (Werbung für den Abbruch der Schwangerschaft) aus. Ärzte, die Abtreibungen vornehmen, sollen dies nicht auf ihrer Homepage angeben dürfen. Wenker setzt sich für die Einführung eines Schulfachs Gesundheit an allgemeinbildenden Schulen ein. Sie steht telemedizinischen Entwicklungen offen gegenüber, mahnt jedoch den Schutz persönlicher Patientendaten sowie die Wahrung der ärztlichen Schweigepflicht an.
Wenker befürwortet eine Impfpflicht gegen Masern.